# Global Underwater Explorers
Global Underwater Explorers (GUE) je mezinárodní potápěčská organizace poskytující výcvik a vzdělání zejména v oblasti technického a jeskynního potápění ale některé její kurzy se věnují i oblasti potápění rekreačního. Organizace GUE byla založena za účelem ochrany a průzkumu podmořského světa a prosazováním potápěčského systému a konfigurace výstroje Hogarthian. Zakladatelem je americký geolog a potápěč v jedné osobě Jarrod Jablonski. Základna GUE je v High Springs, Florida, USA.
Standardizace potápěčského výcviku je základem programu GUE, který se vyznačuje zejména svou náročností a kladeným důrazem na bezpečnostní procedury. Úvodní kurz, takzvaný GUE Fundamentals, nabízí sportovním potápěčům naučit se základní dovednosti GUE a DIR.

## Založení
Gue je nezisková organizace založena Jarrodem Jablonskim a několika dalšími výzkumníky, biology a potápěčskými instruktory za účelem vzdělávání potápěčů, prosazování bezpečnostních standardů, výzkumu a ochraně vodního prostředí. Cílem bylo vytvořit síť vzájemně propojených potápěčských organizací po celém světě. V Česku pobočka GUE zatím stále chybí, nejbližší pobočka se nachází v sousedním Německu. Inspirací při vytváření této sítě byla pro zakládající členy GUE organizace Jacquese Cousteau - Cousteau Society.

## Poslání
Posláním Global Underwater Explorers je bezpečný průzkum vodního světa a jeho ochrana, zlepšování kvality vzdělání potápěčů celého světa. V souladu s původní vizí zakládajících členů se organizace GUE zavazuje k následujícímu:
- Certifikování bezpečných, schopných a vzdělaných potápěčů
- Zajišťování a podpora vodního výzkumu
- Seznamování veřejnosti se zdroji informací o vodním prostředí
- Podpora světového podmořského průzkumu
- Ochrana integrity podvodního světa

## Vedení
Vedení Global water explorers má pět členů:
- Jarrod Jablonski – zakladatel a člen The Explorers Club
- Casey McKinlay – člen The Explorers Club
- David Rhea – jeskynní potápěč
- Robert Camichael - podnikatel
- Todd Kincaid - výzkumník

## Trénink
Mezi potápěči celého světa je GUE známo svým precizním a přísným přístupem k tréninkovým metodám, kterým se liší od běžných potápěčských organizací. Global Undewater Explorers se snaží zajistit výcvik zaručující vysokou profesionálnost s důrazem na bezpečnost díky většímu časovému rozsahu kurzů, nutnosti rekvalifikace po určitém čase, jak pro instruktory, tak pro běžné potápěče a samozřejmě stanovením objektivních kritérií při zakončení kurzu. Typy GUE výcviku můžeme nalézt ve všech oblastech potápění, od rekreačního tzv. GUE Fundamentals po potápění jeskynní. Tréninky jsou založeny na týmové práci potápěčů a dokonalé znalosti vodního prostředí a své výstroje. Tyto schopnosti jsou nezbytně důležité pro bezpečnost potápění, které GUE propaguje. Veškeré základy GUE tréninku vycházejí ze systému Doing It Right (DIR) a konfigurace výstroje Hogarthian.

### Kurzy
- Rekreační:
  - GUE Primer
  - Recreational Diver Level 1 - Nitrox diver
  - Doubles Course
  - Drysuit Course
  - Fundamentals
  - Recreational Diver Level 3 - Trimix diver
  - Diver Propulsion Vehicle Level 1
  - Recreational Diver Instructor
- Technické:
  - Tech 1
  - Tech 2
  - Tech 3
  - Rebreather
  - Technical Diver Instructor
- Jeskynní:
  - Cave 1
  - Cave 2
  - Cave 3
  - Diver Propulsion Vehicle Level 2 - Cave DPV
  - Cave Diver Instructor

## WKPP
Jedna z nejznámějších satelitních organizací GUE je tzv. Woodville Karst Plain Project, který je vlastně dnes samostatnou výzkumnou neziskovou organizací a má pouze statut partnera GUE. WKPP se zabývá zejména vědeckými a průzkumnými projekty a mnoho členů GUE se do těchto projektů intenzivně zapojuje. Obě organizace díky svojí spolupráci a svému vlivu také pomáhají zisku dotací od státu Florida na ochranu vodního prostředí na Floridě a k výzkumu. Výsledkem této spolupráce je
model, podle kterého GUE spustilo globální projekt ochraňující životní prostředí známý jako Project Baseline, který se snaží dokumentovat stav vodního prostředí na celé naší planetě a upozorňovat na hrozící nebezpečí.

## Publikace
GUE vydává knihy a videa odkazující se na jejich filozofii potápěčského výcviku. Jsou dostupné zejména přes domovskou stránku GUE a také u některých amerických prodejců knih. Zejména těch internetových.
- Jablonski, Jarrod (2001). Doing it Right: The Fundamentals of Better Diving. Global Underwater Explorers. ISBN 0-9713267-0-3.
- Jablonski, Jarrod (2003). Beyond the Daylight Zone: The Fundamentals of Cave Diving. Global Underwater Explorers.
- Jablonski, Jarrod (2003). Getting Clear on the Basics: The Fundamentals of Technical Diving. Global Underwater Explorers.
- MacKay, Dan. Dress for Success. Global Underwater Explorers.
- Berglund, Jesper. Beginning With the End in Mind - the Fundamentals of Recreational Diving. Global Underwater Explorers.
- GUE. (2004). DIR 2004. [DVD]. Global Underwater Explorers.
- GUE. (2005). Pantelleria 2005. [DVD]. Global Underwater Explorers.
- GUE. (2006). The Mysterious Malady: Toward an understanding of decompression injuries. [DVD]. Global Underwater Explorers.
- GUE. (2006). The Woodville Karst Plain Project: Chip's Hole Exploration 1996-2005. [DVD]. Global Underwater Explorers.